# Knud H. Reimers

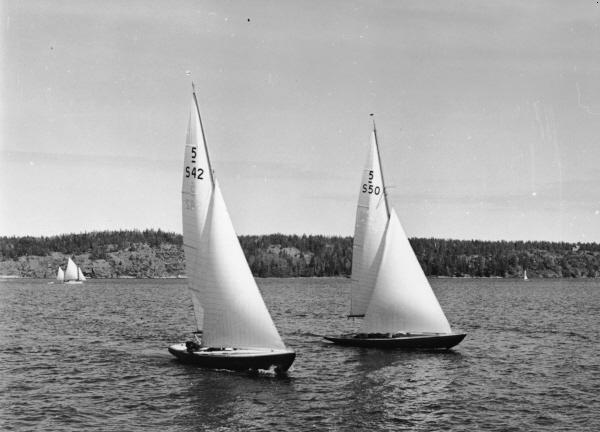
Knud H. Reimersritade 5m-yachten, S 42 Hazard, i kamp med Tore Holm-ritade 5m-yachten, S 50 Maribell, på Kanholmsfjärden i juli 1940.

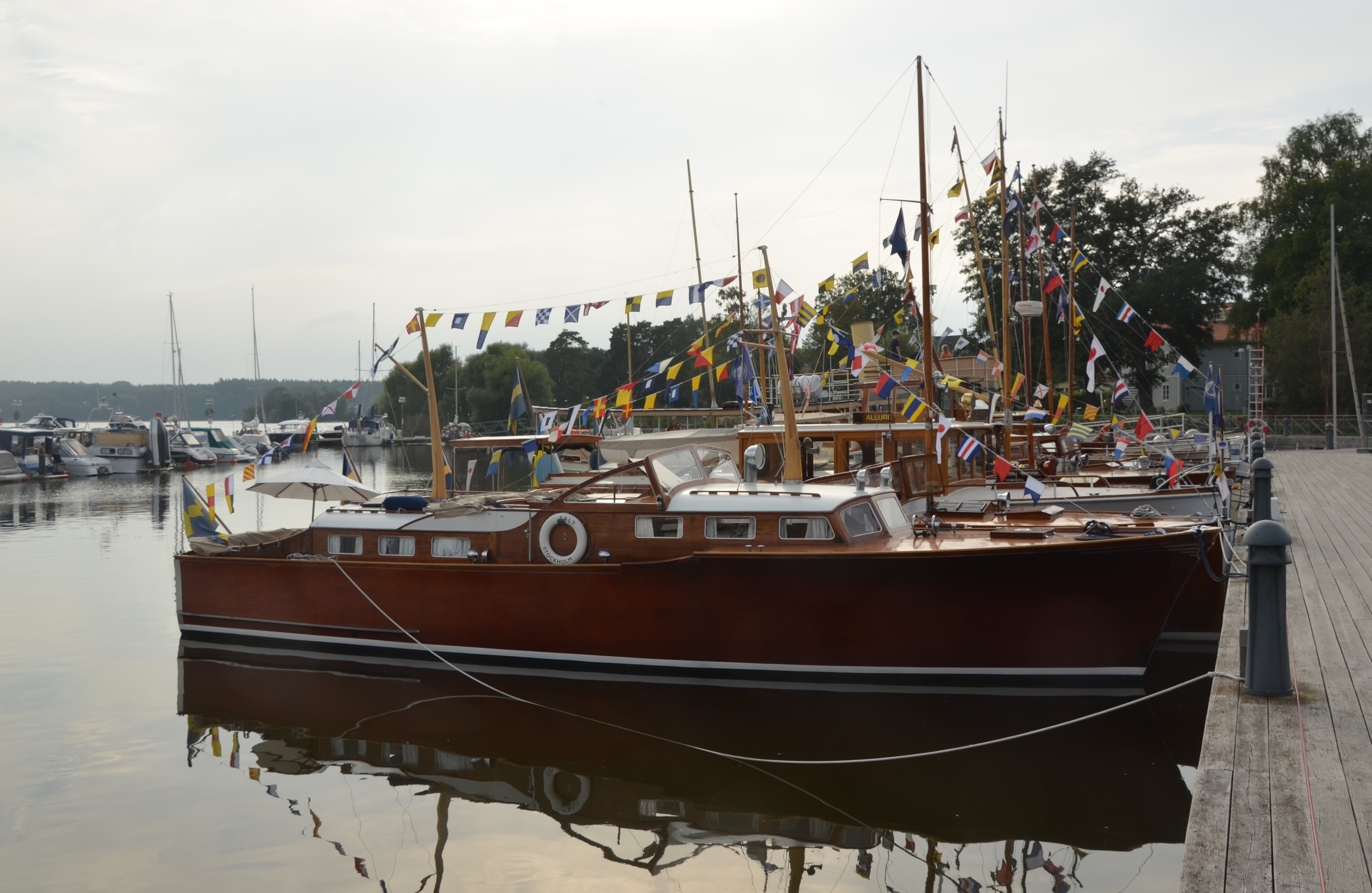
M/Y Salt i Sigtuna

Knud Hjelmberg Reimers, född 20 maj 1906 i Århus, död 4 januari 1987, var en dansk-svensk båtkonstruktör och en av Sveriges främsta segelbåtskonstruktörer. Under 1930- och 40 talen ritade han ett flertal framgångsrika skärgårdskryssare, särskilt i SK 22- och 30-klasserna och under senare år ett stort antal olika båttyper, varav många långfärdsseglare. Bland hans mest kända konstruktioner märks den jättelika SK-75:an Bacchant II från 1936, havskappseglaren Cohoe, med vilken Adlard Coles vann Transatlantic Race 1952, och den stora lustjakten Agneta 1959, som under många år seglades av Giovanni Agnelli. 
Från 1950 konstruerade han långfärdsbåtar, havskappseglare samt ett stort antal exklusiva segel- och motoryachter. Reimers båtar finns i ett stort antal länder över hela världen och fortfarande byggs hans konstruktioner. På Sjöhistoriska museet i Stockholm finns hans ritningsarkiv. Bland entypsbåtarna märks Tumlaren, Fingal, S 30, Bacchant och Swede 55. Ett 40-tal av hans konstruktioner har under årens lopp presenterats i tidskriften Till Rors. Hans insatser har uppmärksammats i Uffa Fox böcker om segelbåtar och i bland andra tidskriften Sailing, februarinumret 1982, om Bacchant.

## Biografi
Reimers studerade till skeppsbyggnadsingenjör i Bremen, Tyskland. Han övertog 1931 Gustaf Estlanders berömda konstruktionsfirma, där han i Estlanders anda ritade såväl kappseglare som långfärdsbåtar. Han drev och ägde Hästholmsvarvet på Lidingö, NITAB och Motorreimers med kontor och butik på Östermalmsgatan 68, Stockholm. Motorreimers hade bland annat utombordsmotoragenturerna British Seagull, Mercury och Yamaha. 
Knud H Reimers var också föredragshållare med egenproducerade filmer från kappseglingar som Tall ship race, Bermuda Race, Fastnet Race och Atlantic Race.
Knud Reimers menade att havskappseglingens ändamål är det slutliga provet att skapa båtar, som kan färdas till sjöss i alla väder och yttrade: "Båten är medlet att nå skatten bortom horisonten". Han är gravsatt vid Norra krematoriet på Norra begravningsplatsen utanför Stockholm.

## Byggda båtar i urval
- 1930 M/Y Ingeborg, Rosättra Båtvarv
- 1938–1945 M/Y Salt, Gräddö båtvarv, Gräddö
- 1939 M/Y Hjorten, motoryacht byggd på Sverres varv i Göteborg
- 1939 M/Y Ingrid, Gräddö båtvarv, Gräddö
- 1947 S/Y Henrietta, segelyacht av typen Condor, ritad 1943 och byggd 1947 på Jakobstads båtvarv för Hugo Nars 1947 av Johan Granrot
- 1951 M/Y Ann-Marie II, Vindövarvet, Orust, 18,78 meter lång, deplacement 17,6 ton
- 1952 Sk30 L1 Vision, Byggd av Wilenius Båtvarv
- 1964 Fingal, typsegelbåt för Fimoverken i Gränna
- 1964 Bacchant IV, typsegelbåt för Fimoverken i Gränna
- 1971 S 30, skärgårdskryssare för Göta Segelsällskap
- 1975 Swede 55, typsegelbåt för Fisksätra varv